# Урда-Агинське сільське поселення
Урда́-Аги́нське сільське поселення (рос. Урда-Агинское сельское поселение) — сільське поселення у складі Агінського району Забайкальського краю Росії.
Адміністративний центр — село Урда-Ага.

## Населення
Населення сільського поселення становить 1330 осіб (2019; 1608 у 2010, 1572 у 2002).

## Склад
До складу сільського поселення входять:
| Населений пункт  | Населення, осіб (2002) | Населення, осіб (2010) |
| ---------------- | ---------------------- | ---------------------- |
| Баян-Булак, село | 221                    | 191                    |
| Булактуй, село   | 239                    | 152                    |
| Лаха, село       | 159                    | 144                    |
| Урда-Ага, село   | 953                    | 1121                   |